# Le Mouron rouge (film)
Pour les articles homonymes, voir Mouron rouge (homonymie).
Pour plus de détails, voir Fiche technique et Distribution.

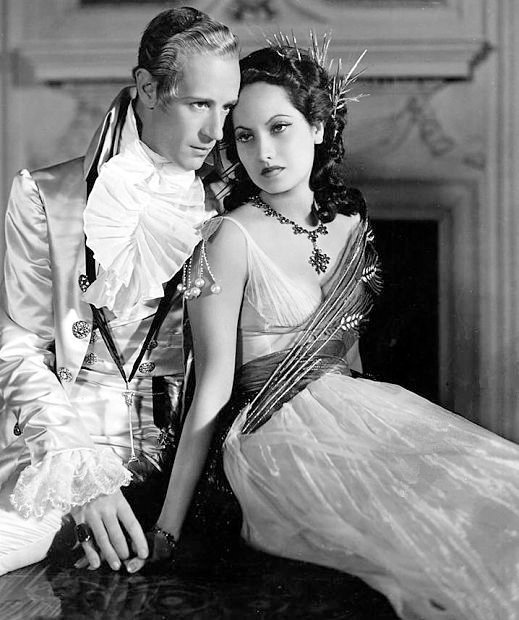
Photographie promotionnelle de Leslie
Howard et Merle Oberon dans le film
Le Mouron Rouge, publié dans le numéro de décembre 1934 du magazine Photoplay.

Le Mouron rouge (titre original : The Scarlet Pimpernel) est un film britannique réalisé par Harold Young, sorti en 1934.
Le film est une adaptation du roman éponyme de la Baronne Orczy.

## Synopsis
En France, sous la Terreur, des membres de l'aristocratie sont sauvés de la guillotine par les coups de main audacieux d'un individu qui se fait appeler le Mouron rouge. Agissant sous divers déguisements, il leur permet de trouver refuge sur le sol anglais. Exaspéré, Robespierre, confie à l'ambassadeur Chauvelin la tâche primordiale de le démasquer. Celui-ci fait pression sur madame Blakeney, une connaissance française, mariée à un intime du Prince de Galles, afin qu'elle obtienne les renseignements décisifs.

## Fiche technique
- Titre : Le Mouron rouge
- Titre original : The Scarlet Pimpernel
- Réalisation : Harold Young
- Scénario : Lajos Biró et S.N. Behrman d'après le roman de la Baronne Emmuska Orczy
- Photographie : Harold Rosson, assisté d'Osmond Borradaile (cadreur)
- Montage : William Hornbeck
- Musique : Arthur Benjamin
- Producteur : Alexander Korda
- Société de production : London Film Productions
- Société de distribution : United Artists
- Pays d'origine :  Royaume-Uni
- Format : Noir et blanc — 35 mm — 1,37:1 — Son : Mono
- Genre : Film dramatique, Film d'aventure, Film historique
- Durée : 97 minutes (1 h 37)
- Date de sortie : 1934

## Distribution
- Leslie Howard : Sir Percy Blakeney/Le Mouron rouge
- Merle Oberon : Lady Marguerite Blakeney
- Raymond Massey : le citoyen Chauvelin
- Nigel Bruce : Prince de Galles
- Bramwell Fletcher : le prêtre
- Anthony Bushell : Sir Andrew Ffoulkes
- Joan Gardner : Suzanne de Tournay
- Walter Rilla : Armand Saint Just
- Mabel Terry-Lewis : Comtesse de Tournay
- O. B. Clarence : Comte de Tournay
- Ernest Milton : Robespierre
- Melville Cooper : Romney
- Edmund Breon : Colonel Winterbottom